# Pirolidină
Pirolidina (denumită și tetrahidropirol sau azolidină) este un compus organic heterociclic, care prezintă formula moleculară (CH2)4NH. Din punct de vedere structural, este o amină secundară ciclică, cu heterociclu saturat. Este un lichid incolor, miscibil cu apa și cu majoritatea solvenților organici. Prezintă un miros caracteristic, amoniacal.
Pirolidinele sunt derivații pirolidinei, un exemplu fiind aminoacidul prolină. Multe medicamente sunt derivați de pirolidină, un exemplu fiind lincosamidele.

## Obținere
Pirolidina se obține în urma reacției dintre 1,4-butandiol și amoniac, în prezența unui catalizator de tip oxid. În laborator, se poate obține în urma reacției dintre 4-clorobuta-1-amina și o bază tare:

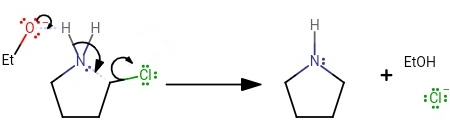
Sinteza pirolidinei

## Proprietăți
Pirolidina prezintă caracter bazic, comparabil cu al altor dialchil-amine. Spre deosebire de restul aminelor secundare, pirolidina prezintă o structură ciclică.
Pirolidina este utilizată ca precursor în sinteza unor compuși organici mai complecși. Un exemplu este utilizarea sa pentru activarea cetonelor și aldehidelor în reacția de adiție nucleofilă, prin formare de enamine: